# Мерендоль
Мерендо́ль (фр. Mérindol) — коммуна во французском департаменте Воклюз региона Прованс — Альпы — Лазурный Берег. Относится к кантону Кадене. 

## Географическое положение

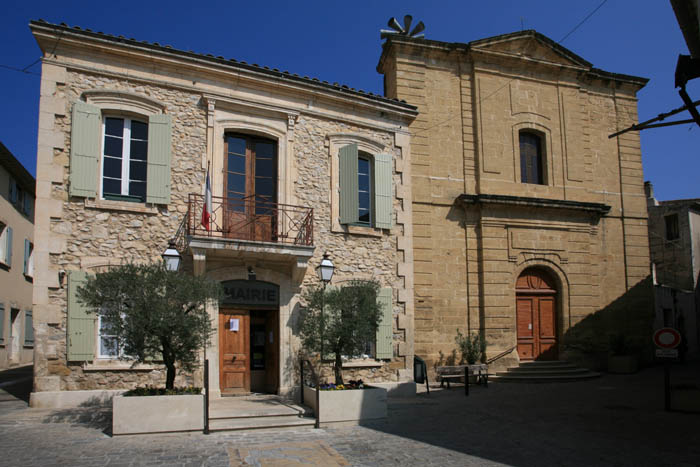
Мэрия

Мерендоль расположен в 30 км к юго-востоку от Авиньона. Соседние коммуны: Пюже на востоке, Шарлеваль на юго-востоке, Мальмор на юго-западе.
Находится у южного края Малого Люберона. В окрестностях коммуны на северо-западе расположена туристическая достопримечательность Регалонское ущелье.

## Демография
Население коммуны на 2010 год составляло 1966 человек.
| 1962 | 1968 | 1975 | 1982 | 1990 | 1999 | 2010 |
| ---- | ---- | ---- | ---- | ---- | ---- | ---- |
| 725  | 869  | 1021 | 1221 | 1521 | 1795 | 1966 |

## Достопримечательности
- Церковь Сент-Анн, середина XVIII века.
- Подвесной мост над Дюрансом.
- Древний замок, археологический участок, XIII—XIV века.
- Беффруа, вторая половина XVII века.